# Truffe en chocolat
Pour les articles homonymes, voir Truffe.

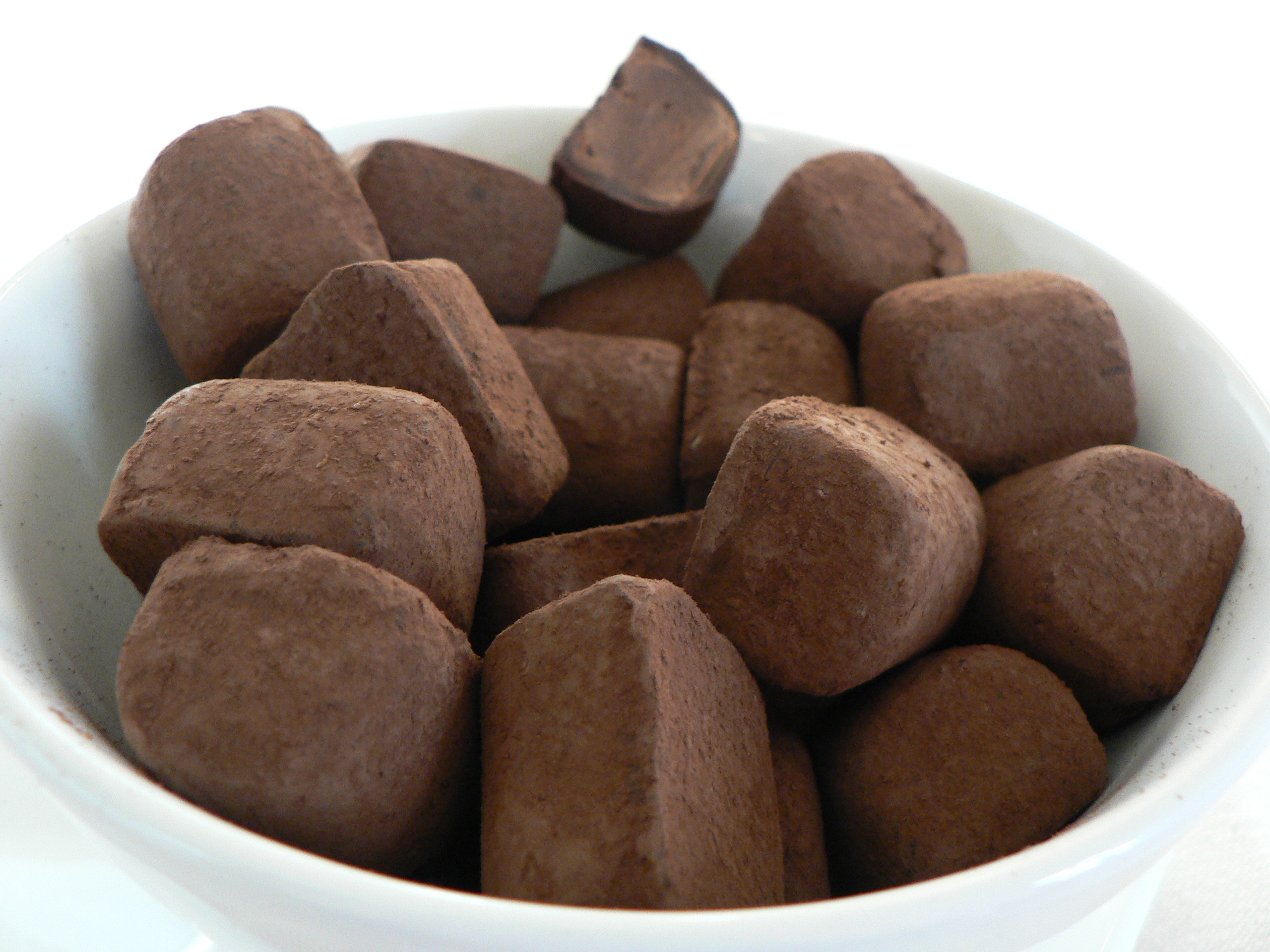
Truffes en chocolat.

La truffe en chocolat, ou truffe au chocolat, est une confiserie au chocolat inventée par Louis Dufour, un pâtissier de Chambéry (Savoie), en décembre 1895 .
Venant à manquer de matière première pour fabriquer ses friandises de fin d'année et refusant le déshonneur de s'approvisionner chez un confrère, ce chocolatier a alors l’idée de mélanger de la crème fraîche, de la vanille et du cacao en poudre et de plonger le tout dans du chocolat fondu avant de l'enrober de poudre de chocolat. La truffe au chocolat est née.
Elle est très connue des amateurs de chocolat. Elle est offerte en cadeau, par exemple à Noël.